# 去年も、今年も、来年も、
『去年も、今年も、来年も、』（きょねんも、ことしも、らいねんも、）は、中村中の7枚目のオリジナル・アルバム。2015年11月18日発売。

## 概要
音楽プロデューサーにLITTLE CREATURESの鈴木正人を迎え制作された。
全曲作詞・作曲は中村中、編曲は鈴木正人。

## 収録曲
| 全作詞・作曲: 中村中、全編曲: 鈴木正人。 |                    |        |            |      |
| #                                        | タイトル           | 作詞   | 作曲・編曲 | 時間 |
| 1.                                       | 「散らない花物語」 | 中村中 | 中村中     | 5:14 |
| 2.                                       | 「木の芽時」       | 中村中 | 中村中     | 4:08 |
| 3.                                       | 「ここにいるよ」   | 中村中 | 中村中     | 3:42 |
| 4.                                       | 「その日暮らし」   | 中村中 | 中村中     | 4:39 |
| 5.                                       | 「閃光花火」       | 中村中 | 中村中     | 6:13 |
| 6.                                       | 「クヌギの実」     | 中村中 | 中村中     | 4:28 |
| 7.                                       | 「逢いびきの夜」   | 中村中 | 中村中     | 5:31 |
| 8.                                       | 「梅日」           | 中村中 | 中村中     | 5:28 |
| 合計時間:                                | 合計時間:          | 39:23  |            |      |